# Praeacanthonchus kreisi
Praeacanthonchus kreisi is een rondwormensoort uit de familie van de Cyatholaimidae. De wetenschappelijke naam van de soort is voor het eerst geldig gepubliceerd in 1929 door Allgén.